# 寿山石

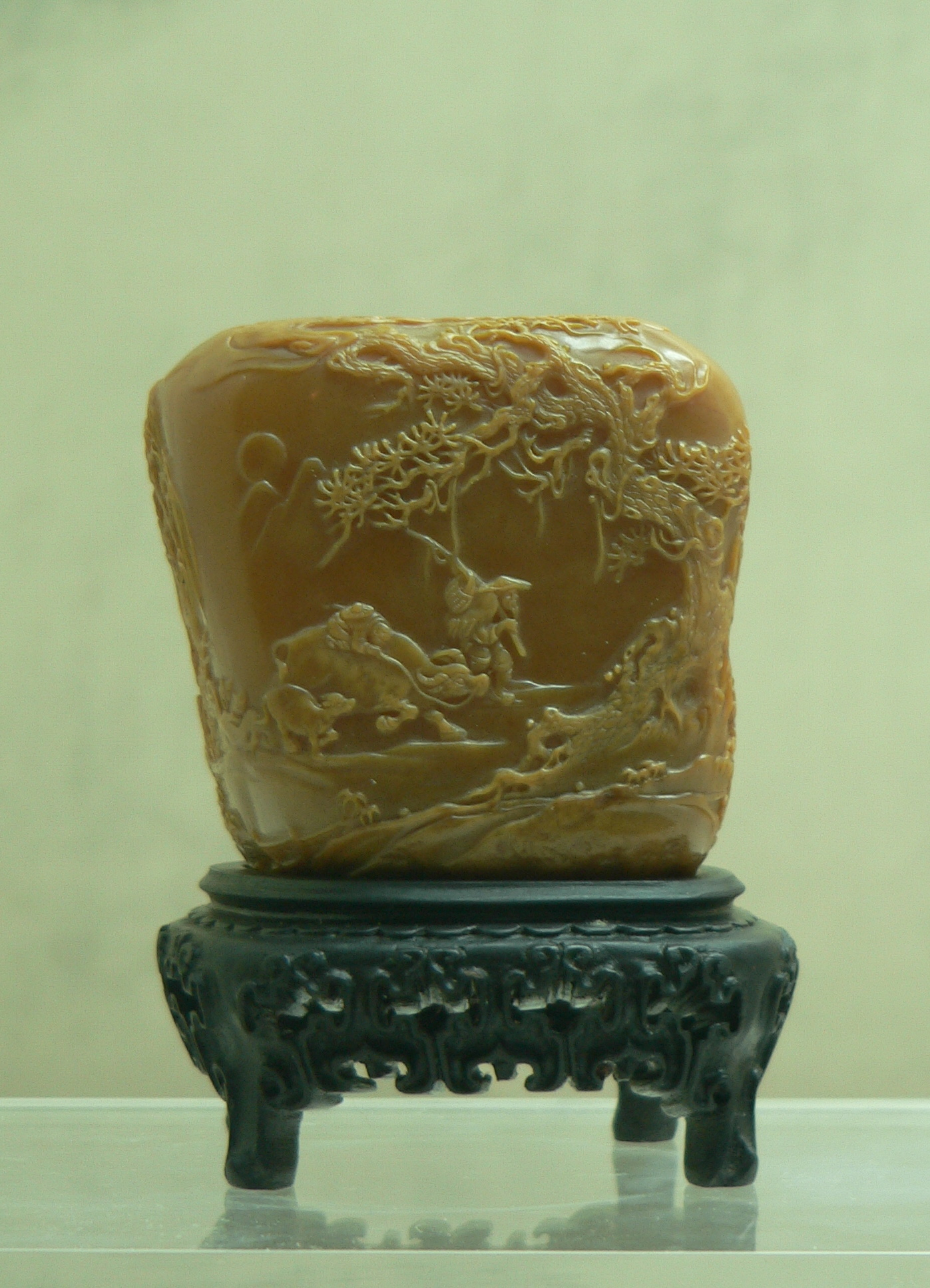
田黄石雕《春回大地》，作者郑世斌

寿山石是以叶蜡石或地开石為主要成份的一種石料，是雕刻、篆刻常用的石材。寿山石为中国地理标志产品，产品保护产地范围为福建省福州市晋安区宦溪镇、寿山乡、日溪乡，连江县小沧畲族乡、蓼沿乡等5个乡镇现辖行政区域。

## 產地
寿山石主要出產於中华人民共和国福建省福州市晋安区的寿山乡、日溪乡等地。

## 歷史
1954年在褔州倉山區发掘南朝的墓葬群中發現用寿山石雕刻的石猪。距今已有一千五百餘年。歷經唐宋朝雕刻艺術漸漸成形，但作品仍以人物及动物石俑為主。現褔州市博物館藏有以上這些雕刻作品。元明朝開始與起用叶腊石制印，寿山石成為印石材料的一個重要品種，同時寿山石的雕刻艺術也随着產生并逐步发展。直至清朝初年楊玉璇、周彬等雕刻名家出現，促使東门、西门两個流派逐漸形成。

## 品种
寿山石有田坑，水坑，山坑之分。石坑寿山，角山，九茶山，月尾溪，都灵坑，坑头洞，水晶洞等处。

### 田坑
田坑產自寿山鄉一帶溪旁水田底所埋藏的零散獨石。田黄石是田坑的簡稱。在地質学上稱為“冲積型砂礦”外觀特征：質地溫潤可愛，微透明或半透明，石肌里隱隱可現蘿蔔狀細紋，顏色外濃而向內逐漸变淡，石表有時裹黄色、白色、灰黑色或黑色的（鳥雅皮）石皮。間有紅色格紋。其品種主要按色澤區分。通常分為：田黃石、白田石、銀裹金石、紅田石、綠田石、黑田石、田黃凍、硬田、擱溜田和溪管獨石等。

### 水坑
水坑產自寿山鄉南面的坑頭礦脉。由於礦體地下水豐富，礦石受其浸蝕，多呈透明狀，富光澤。水坑諸石多出於此。水坑石的品種主要以每一块礦石的色象形似而區分：
- 水晶凍
- 鱼腦凍，又称作白水晶，晶玉，产自坑头洞和水晶洞
- 黃凍
- 鱔草凍，又称作鳝脊冻，仙草冻，产自坑头洞和水晶洞，灰中带黄者为好
- 牛角凍，产自坑头洞，颜色有如牛角，而
- 天藍凍，又称作蔚蓝天，产自坑头洞和水晶洞
- 桃花凍
- 瓜瓤红，又称作肉脂、坑头冻、西瓜水、小桃红，产自坑头洞，颜色红如桃花，白如玉
- 瑪瑙凍
- 環凍，又称作豹皮冻，产自坑头洞，水晶洞，颜色灰绿褐色，有环状花纹，如豹皮。
- 坑頭石，产自坑头洞，坑头洞石除各种晶、冻以外统称坑头石
- 掘性坑頭
- 凍油石

### 山坑
山坑產自寿山、月洋两個山村。山坑是分佈最廣，品種最多的石系。主要品種：
- 高山石，产自高山各洞，颜色很多，有红、黄、蓝、白等色。（紅高山、白高山、高山凍、高山晶、太極頭、掘性高山、瑪瑙洞、荔枝洞等等）
- 杜陵坑，又称作都灵坑，都成坑，都丞坑（黄杜陵、紅杜陵、白杜陵、五彩杜陵、掘性杜陵、尼姑樓、蛇匏、善伯洞、碓下黄、掘性碓下）
  - 迷翠寮，又称作美醉寮，产自都灵坑山顶，质地细腻，质地莹澈不如都灵石，有黄，淡灰，藕粉红等色。
  - 蘆蔭，产自寿山乡，有黄，淡灰，淡黄，淡黑和白色。
  - 鹿目格，也称作鸽眼红，红地有蓝白点，不透明。
- 月尾石，产自月尾溪（月尾紫，月尾綠、月尾凍、月尾晶）
- 虎崗石（栲栳山、獅頭石、花坑石）
- 金獅峰，产自月尾溪对面山中，品种有房櫳岩、鬼洞、野竹桁。
- 吊筧石，也称作豆耿，产自吊筧山，品种有吊筧凍、虎皮凍、雞角嶺。
- 連江黄
- 山仔瀨，又称作山井籁，产自日溪乡东坪村，有黄，红，白，黑等色。
- 柳坪石，产自寿山北十里柳坪乡，品种有柳坪紫、柳坪晶、黄洞崗。
- 猴柴磹（檳榔九茶岩、白九茶、豹皮凍、無頭佛坑）
- 旗降石，又称作奇艮石、奇岗石，产自寿山村北的旗降山（黃旗降、白旗降、紫旗降、银裹金李紅旗降、金裹银旗降、掘性旗降）
- 老嶺石（老嶺黃、老嶺青、老嶺晶、老嶺通、大山通、豆葉青、圭貝石、墩洋綠、雄堆綠）
- 旗山石（水洞灣、牛蛋黄、寺坪石、煨烏）
  - 水蓮花，产自旗山，有白，灰，红三色
  - 雞母孵，又称作鸡母窝，产自旗山，有黄，红，白三色，以黄色为佳。
  - 馬頭崗，产自旗山，有色黄如鹅蛋者，也有带灰色和豆青色。
  - 大洞黄，产自旗山，以软黄为佳。
  - 三界黄，产自旗山，红白黄三色，以软黄为佳。
- 月洋石（半粗、綠若通、竹頭窩、竹頭粗、峨嵋石、溪蛋）
  - 芙蓉冻，产自月洋乡，质地温润细腻，颜色有藕尖白，猪油白，淡黄色，嫩青色。根据颜色可分为黄芙蓉、白芙蓉、紅芙蓉、青芙蓉、花芙蓉（紅花凍）等，根据产地分为將軍洞芙蓉、上洞芙蓉、
  - 半山冻，产自月洋乡，颜色有李果红，花红，黄白几种，与芙蓉冻相似。根据颜色可分为白半山，黄半山、紅半山、花半山。

## 寿山石与其它产地印章石比较
寿山石与青田石的产地特征比较（依据朱选民2011年珠宝研究表明）
- 主要矿物方面：青田石的主要矿物为叶蜡石，以叶蜡石为主的青田石约占青田石品种总数的70%以上，而寿山石的主要矿物为地开石(高岭石族矿物)。
- 次要矿物方面：蓝线石、红柱石、刚玉，特别是近宝石级的单晶体蓝刚玉为青田石的特征次要矿物。青田石中的叶蜡石较少伴生有硬水铝石，寿山石中的叶蜡石常伴生有大量的硬水铝石次要矿物。
- 新品种方面：青田石和寿山石中均发现有绢云母型新品种。
- 珍贵品种的矿物组成：寿山石中的珍贵品种田黄石的矿物组成为珍珠陶石和地开石，而青田石中的珍贵品种灯光冻的矿物组成为叶蜡石。
- 结构有序度方面：青田石的内部结构有序度普遍高于寿山石。
- 透明度方面：青田石的透明度普遍低于寿山石。因为青田石以叶蜡石为主，矿物组成复杂，次要矿物丰富，结构相对疏松，含铁量较多。而寿山石以地开石为主。一般来讲，叶蜡石型印章石的透明度低于地开石型印章石。
- 分类方面：青田石目前分为叶蜡石型、地开石型、伊利石型和绢云母型。寿山石分为田坑、山坑、水坑、原生矿、次生矿。
- 青田石、寿山石的产地特征存在差异与它们的母源岩性、成矿环境和蚀变作用差异有关。